# Dolina Halna

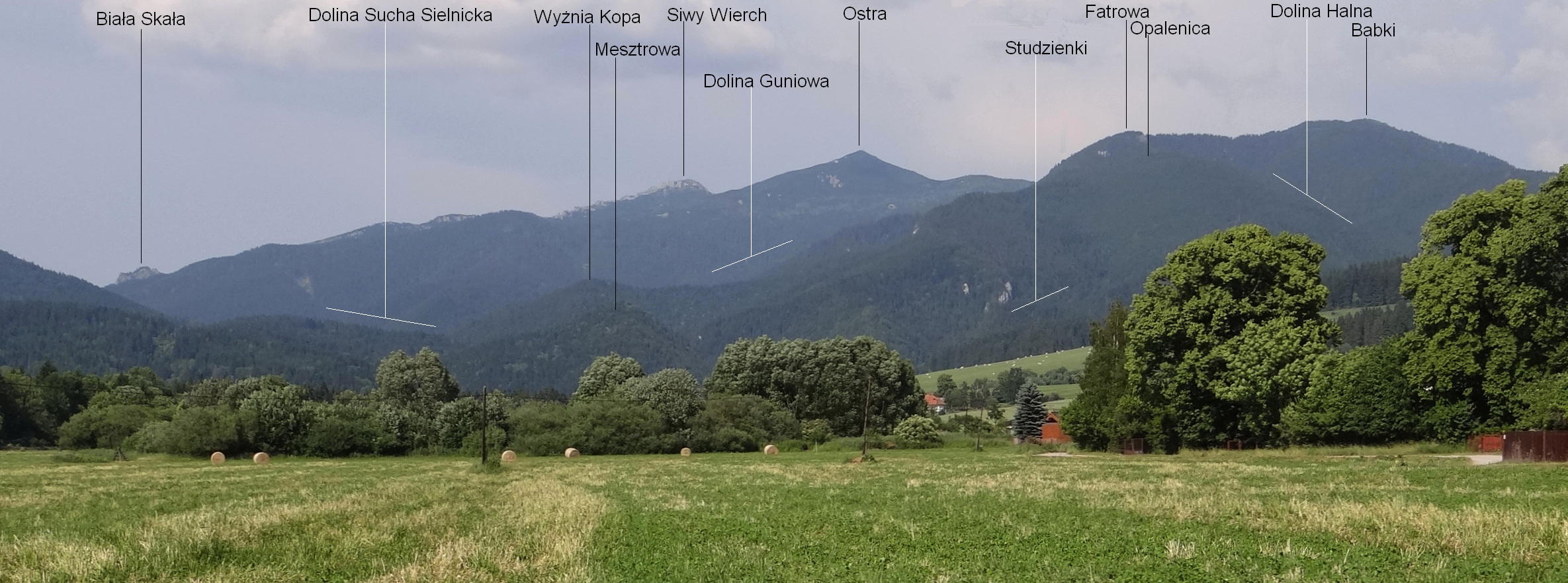
Widok z Liptowskich Matiaszowiec

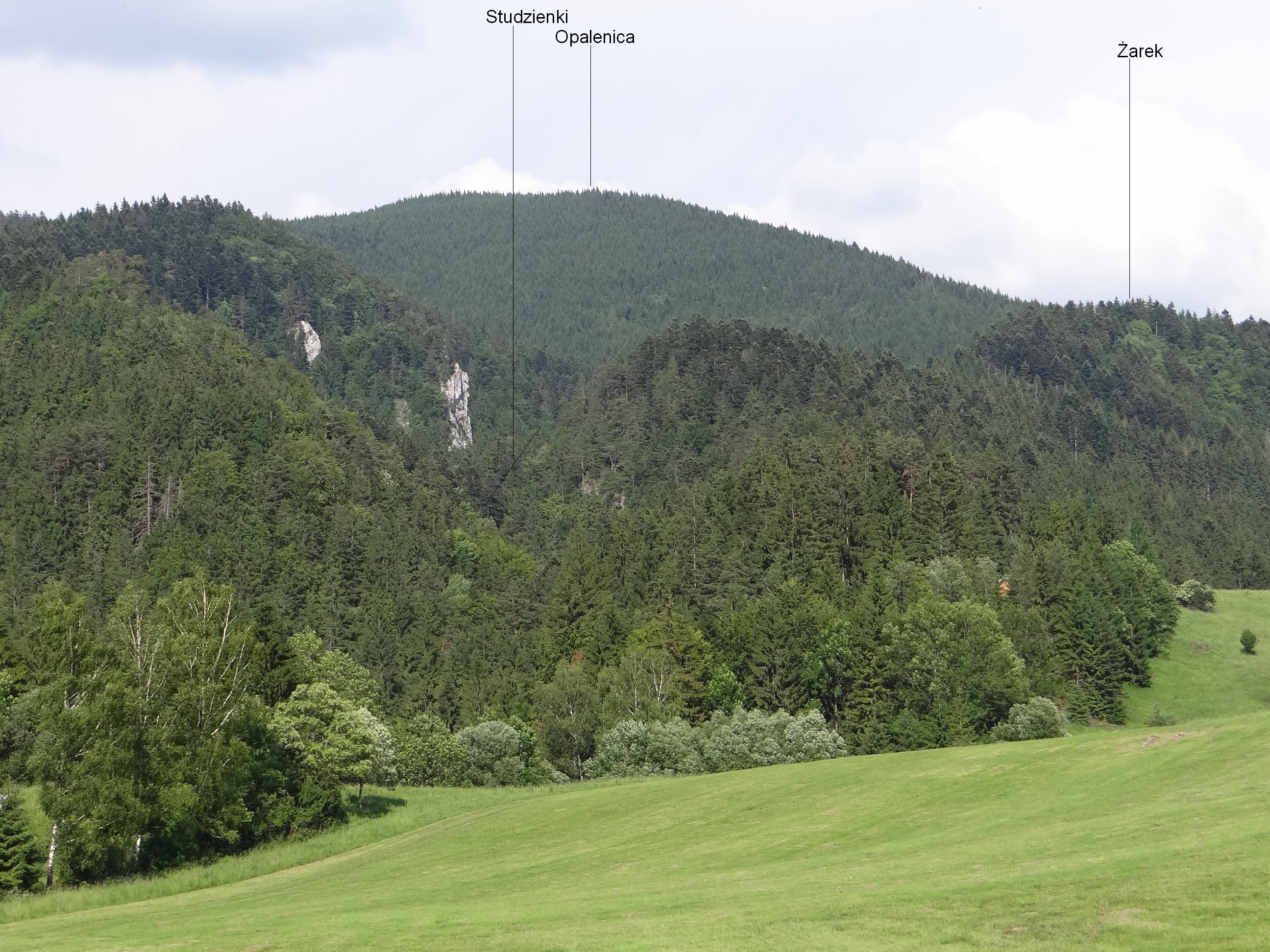
Wylot Doliny Halnej w Podmesztrowej

Dolina Halna (słow. dolina Holne, Hôľne) – dolina w słowackich Tatrach Zachodnich. Jej wylot znajduje się w należącym do Liptowskich Matiaszowiec osiedlu Podmesztrowa (Podmestrová), zaraz poniżej wylotu Doliny Suchej Sielnickiej, na wysokości około 720 m. Początkowo dolina biegnie łukiem w kierunku wschodnim. Ten dolny odcinek doliny nosi nazwę Studzienki (Studienky) i ma postać głęboko wciętego w wapienne skały i wąskiego kanionu. Wyżej dolina zakręca w kierunku północno-wschodnim i podchodzi pod Fatrową (Fatrová) i Babki (Babky) oraz zmienia charakter; z wąskiego kanionu przechodzi w szeroką, podłużną dolinkę między dwoma grzbietami. Orograficznie prawe zbocza Doliny Halnej tworzy zachodni grzbiet Babek, południowo-zachodni grzbiet Fatrowej z wierzchołkiem Opalenicy i jej orograficznie lewa grań, lewe południowo-zachodni grzbiet Babek zwany Strażą (Stráž). Grzbiet ten niżej przechodzi w Rówień (Roveň), jeszcze niżej w Grochowisko (Hrachovisko), a zakończony jest przy wylocie Doliny Halnej szczytem Żarek (Žiarik) oddzielonym od Grochowiska przełęczą Ujście (Ústie).
Dolina Halna jest zalesiona, tylko w najwyższej partii przechodzi w trawiasty żleb. Żleb ten nie podchodzi pod najwyższy szczyt Babek, lecz pod punkt zwornikowy dla grzbietu Straż w zachodnim grzbiecie Babek. Dnem doliny spływa Halny Potok, na którym w dolnej części Studzienek znajduje się wodospad Skoki.
Doliną Halną nie prowadzą żadne szlaki turystyczne, obejmuje ją należący do TANAP-u obszar ochrony ścisłej Rezervácia Suchá dolina.